# ناتان برناردو دي سوزا
ناتان برناردو دي سوزا (بالبرتغالية: Natan Bernardo de Souza‏) هو لاعب كرة قدم برازيلي، ولد في 6 فبراير 2001 في إتابيسيريكا دا سيرا في البرازيل.

## وصلات خارجية
- ناتان برناردو دي سوزا على موقع الاتحاد الأوربي (الإنجليزية)
- ناتان برناردو دي سوزا على موقع إي إس بي إن إف سي (الإنجليزية)
- ناتان برناردو دي سوزا على موقع قاعدة بيانات كرة القدم.إي يو (الإنجليزية)
- ناتان برناردو دي سوزا على موقع Soccerbase.com (لاعب) (الإنجليزية)
- ناتان برناردو دي سوزا على موقع Soccerway.com (الإنجليزية)
- ناتان برناردو دي سوزا على موقع عالم كرة القدم.نت (الإنجليزية)